# Cima della Brignola
La Cima della Brignola (2.472 m s.l.m.) è una montagna delle Alpi Liguri nella sottosezione delle Alpi del Marguareis. 

## Caratteristiche

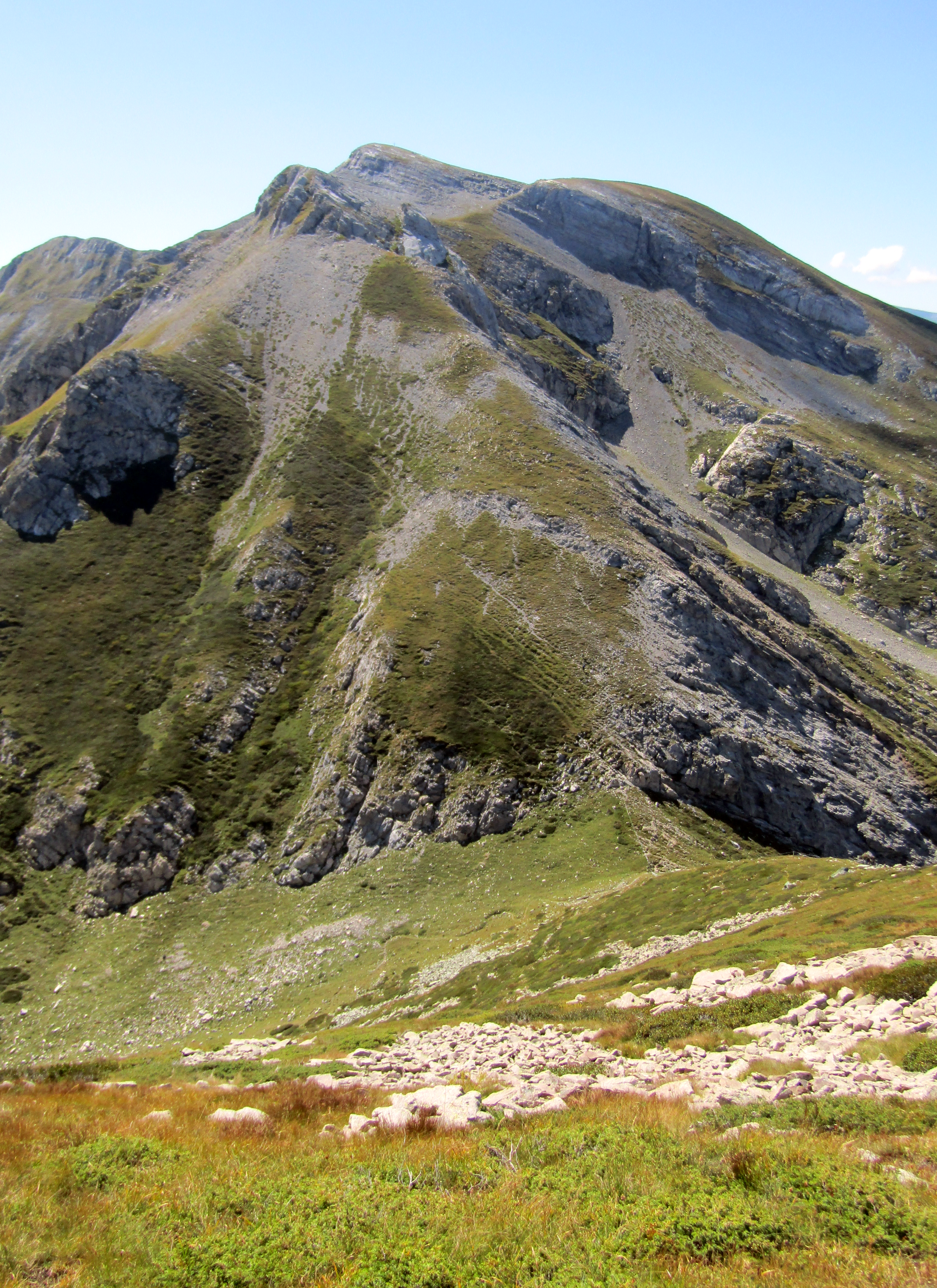
Vista dalla Cima Ferlette

Si tratta di un rilievo calcareo. Si trova sullo spartiacque tra due valli del monregalese: il suo versante occidentale scende sulla valle Ellero, il versante orientale dà sulla val Corsaglia. Dalla vetta diramano tre creste:
- la cresta nord-ovest scende verso il Colle Brignola - Seirasso (2 329 m), per poi proseguire dopo le elevazioni a quota 2.372 e 2.423 con la Cima Seirasso;
- la cresta sud-est collega la Cima Bignola con il vicino Monte Mongioie;
- la cresta nord-est scende al Bocchino della Brignola (2.276 m) e risale alla Cima Ferlette, dividendo tra loro i due valloni laterali della Val Casotto, quello del Rio della Bignola da quello del Rio Raschera.[3]

Il punto culminante è segnalato da una alta croce di vetta metallica, ed ha una prominenza topografica di 89 metri. Per la sua posizione favorevole, dalla cima si può godere di un ottimo panorama sulle montagne circostanti.

## Salita alla vetta

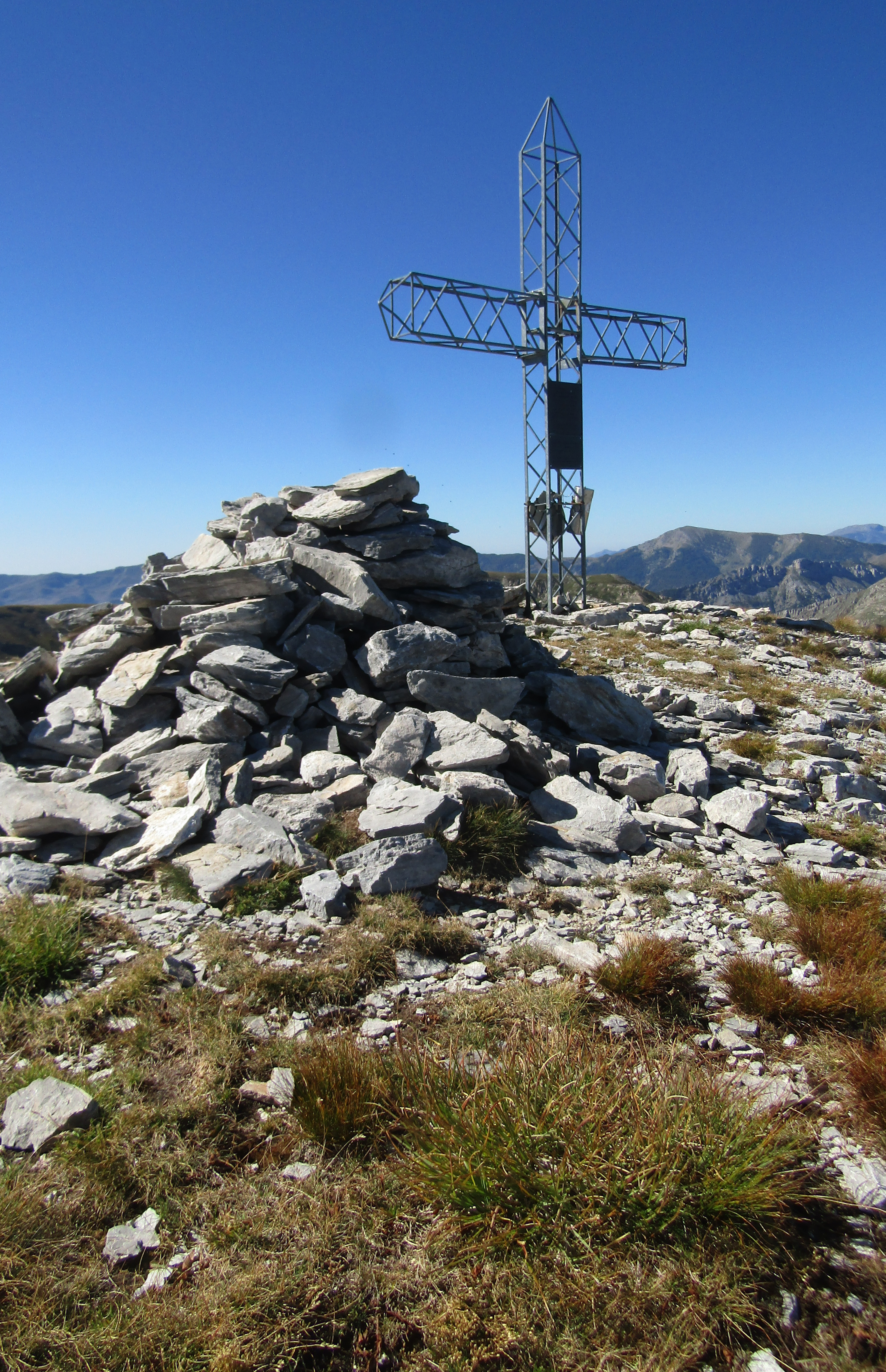
Ometto e croce di vetta

La via normale, che percorre la cresta nord-ovest della montagna a partire dal Colle Brignola - Seirasso, è un percorso di tipo escursionistico, valutato come E oppure EE.
È possibile raggiungere la vetta partendo da Pian Marchisio (frazione di Roccaforte Mondovì, Valle Ellero), oppure dal Rifugio Balma (a monte di Prato Nevoso, Val Corsaglia). 

### Accesso invernale
La Cima della Brignola è meta di alcuni percorsi scialpinistici, che partono da località diverse; in particolare dalla Val Corsaglia la si può raggiungere passando per il lago Raschera o per i laghi della Brignola.

### Punti d'appoggio
- Havis De Giorgio, in valle Ellero.
- Rifugio Balma, sullo spartiacque val Maudagna/val Corsaglia.